# Massapequa
Massapequa és una concentració de població designada pel cens dels Estats Units a l'estat de Nova York. Segons el cens del 2000 tenia 22.652 habitants.

## Demografia
Segons el cens del 2000, Massapequa tenia 22.652 habitants, 7.417 habitatges, i 6.297 famílies. La densitat de població era de 2.396,2 habitants per km².
Dels 7.417 habitatges en un 38,3% hi vivien nens de menys de 18 anys, en un 73,4% hi vivien parelles casades, en un 8,5% dones solteres, i en un 15,1% no eren unitats familiars. En el 12,5% dels habitatges hi vivien persones soles el 6,9% de les quals corresponia a persones de 65 anys o més que vivien soles. El nombre mitjà de persones vivint en cada habitatge era de 3,05 i el nombre mitjà de persones que vivien en cada família era de 3,33.
Per edats la població es repartia de la següent manera: un 25,6% tenia menys de 18 anys, un 5,9% entre 18 i 24, un 29,5% entre 25 i 44, un 24,7% de 45 a 60 i un 14,3% 65 anys o més.
L'edat mediana era de 39 anys. Per cada 100 dones de 18 o més anys hi havia 92 homes.
La renda mediana per habitatge era de 83.806 $ i la renda mediana per família de 88.571 $. Els homes tenien una renda mediana de 62.231 $ mentre que les dones 40.920 $. La renda per capita de la població era de 32.532 $. Entorn de l'1,7% de les famílies i el 2,3% de la població estaven per davall del llindar de pobresa.